# Prosopis castellanosii
Prosopis castellanosii är en ärtväxtart som beskrevs av Arturo Erhardo Erardo Burkart. Prosopis castellanosii ingår i släktet Prosopis och familjen ärtväxter. Inga underarter finns listade i Catalogue of Life.